# Lee Mi-young (handball)
Dans ce nom coréen, le nom de famille,  Lee , précède le nom personnel.
Pour les articles homonymes, voir Lee Mi-young.
Lee Mi-young, née le 28 janvier 1969, est une handballeuse internationale sud-coréenne.
Avec l'équipe de Corée du Sud, elle participe aux Jeux olympiques de 1988 et 1992 où elle remporte deux médailles d'or. En 1992, elle est également élue dans l'équipe type du tournoi olympique.

## Palmarès
- Jeux olympiques d'été
  -  Médaille d'or aux Jeux olympiques de 1988 à Séoul,  Corée du Sud
  -  Médaille d'or aux Jeux olympiques de 1992 à Barcelone,  Espagne

## Récompenses individuelles
- Membre de l'équipe type du tournoi olympique de Barcelone en 1992